# Jean-Marie D'Haese
Jean-Marie D'Haese (Zottegem, 7 juni 1949) is een Belgisch voormalig kajakker.

## Levensloop
D'Haese vertegenwoordigde België op de Olympische Zomerspelen van 1972 te München. Hij nam er samen met Jos Broekx, Paul Stinckens en Roger T'Joncke deel aan de K4 1000 meter. Het viertal strandde er op een vierde plaats in de halve finale.